# Dino Stamatopoulos
 (mars 2019).
Si vous disposez d'ouvrages ou d'articles de référence ou si vous connaissez des sites web de qualité traitant du thème abordé ici, merci de compléter l'article en donnant les références utiles à sa vérifiabilité et en les liant à la section « Notes et références ».
Dino Stamatopoulos est un acteur, producteur et scénariste américain né le 14 décembre 1964 à Norridge en Illinois.

## Filmographie

### Scénariste
- 1992-1993 : The Ben Stiller Show (12 épisodes)
- 1993-1999 : Late Night with Conan O'Brien (331 épisodes)
- 1996 : The Dana Carvey Show (8 épisodes)
- 1996-1997 : Late Show with David Letterman (131 épisodes)
- 1996-1998 : Mr. Show with Bob and David (21 épisodes)
- 1998 : Mr. Show and the Incredible, Fantastical News Report
- 2000-2001 : TV Funhouse (8 épisodes)
- 2002-2004 : MADtv (50 épisodes)
- 2004-2005 : Tom Goes to the Mayor (14 épisodes)
- 2005 : Saturday Night Live (1 épisode)
- 2005 : The MidNightly News
- 2005-2008 : Moral Orel (43 épisodes)
- 2006 : Lucky Louie (1 épisode)
- 2009 : Important Things with Demetri Martin (7 épisodes)
- 2010-2012 : Mary Shelley's Frankehole (13 épisodes)
- 2010-2014 : Community (25 épisodes)
- 2012 : Beforel Orel: Trust
- 2013 : High School USA! (12 épisodes)

### Producteur
- 1997-1998 : Mr. Show with Bob and David (20 épisodes)
- 2000-2001 : TV Funhouse (8 épisodes)
- 2002 : The Master of Disguise
- 2002-2004 : MADtv (50 épisodes)
- 2005-2008 : Moral Orel (43 épisodes)
- 2010-2012 : Mary Shelley's Frankenhole (14 épisodes)
- 2010-2014 : Community (37 épisodes)
- 2012 : Beforel Orel: Trust
- 2013 : High School USA! (12 épisodes)
- 2014 : Harmontown
- 2015 : Anomalisa

### Acteur
- 1993 : The Ben Stiller Show : le deuxième serveur (1 épisode)
- 1994 : Late Night with Conan O'Brien : Kiss-Ass Turkey (1 épisode)
- 1996 : The Dana Carvey Show : plusieurs personnages (3 épisodes)
- 1996 : Breathing Room : le rockeur du Jersey
- 1996-1998 : Mr. Show with Bob and David : plusieurs personnages (14 épisodes)
- 1996-2005 : Saturday Night Live : Michael Jackson (3 épisodes)
- 2000-2001 : TV Funhouse : Chickie et Whiskers (8 épisodes)
- 2006-2008 : Moral Orel : Billy Figurelli, Arthur Puppington et autres personnages (15 épisodes)
- 2007-2009 : The Drinky Crow Show : Drinky Crow et Lieutenant Vronchy (11 épisodes)
- 2009-2014 : Community : Rouflaquettes (38 épisodes)
- 2010-2012 : Mary Shelley's Frankenhole : La Mort, La Momie et autres personnages (12 épisodes)
- 2012 : Beforel Orel: Trust : Kid One
- 2013 : High School USA! : M. Merriwether et le père de Marsh (9 épisodes)